# Japanse steranijs
Japanse steranijs (Illicium anisatum), basterdsteranijs of Shikimi-fruit (naar de Japanse naam Shikimi) is een boom of struik uit de familie Illiciaceae. De plant komt van nature voor in Japan, Zuid-Korea en Taiwan.
De plant lijkt sterk op (Chinese) steranijs, maar de vruchten zijn kleiner en hebben een minder sterke geur. De plant smaakt bitter, zuur, naar hars of zelfs kamfer. In Japan wordt de plant wel verwerkt in wierook.
De plant is echter zeer giftig en daarom ongeschikt voor consumptie. Dit wordt veroorzaakt door de stoffen anisatine, een neurotoxine met eigenschappen van een insecticide, en myristicine, een hallucinogeen. Bij consumptie kunnen die misselijkheid, een algemeen gevoel van onbehagen, hallucinaties, spiertrekkingen en epileptische aanvallen veroorzaken. In september 2001 was er sprake van vergiftigingen door gebruik van Japanse steranijs in sterrenmix-thee. De producent had per abuis Japanse steranijs in plaats van de gewone steranijs toegevoegd. Ook uit Mexico is een dergelijke verwisseling van ingrediënten bekend, waar vergiftigingsverschijnselen optraden bij baby's die sterrenmix toegediend kregen tegen buikkramp.